# تريفور موريسون
تريفور موريسون (بالإنجليزية: Trevor Morrison)‏ هو مدرس أمريكي، ولد في 1972 في بورت ألبيرني في كندا.